# Pholcus ancoralis
Espèce
Pholcus ancoralis est une espèce d'araignées aranéomorphes de la famille des Pholcidae.

## Répartition
Cette espèce se rencontre dans les îles de l'océan Pacifique de l'archipel Nansei au Japon à Hawaï et de la Polynésie française à  la Nouvelle-Calédonie,.

## Description
Le mâle décrit par Huber en 2011 mesure 7,9 mm.

## Systématique et taxinomie
Cette espèce a été décrite par L. Koch en 1865.

## Publication originale
- L. Koch, 1865 : « Beschreibungen neuer Arachniden und Myriopoden. » Verhandlungen der Zoologisch-botanischen Gesellschaft in Wien, vol. 15, p. 857-892 (texte intégral).